# NGC 2090
NGC 2090 è una galassia a spirale visibile nella costellazione della Colomba.
Si individua 1,5 gradi ad est della stella α Columbae; per poterla osservare occorre un telescopio da 150mm di apertura, nel quale si presenta come una chiazza chiara senza particolari notevoli. I bracci sono molto esili, e si possono evidenziare solo con forti ingrandimenti e in foto a lunga posa; il nucleo è di forma allungata in senso NNE-SSW, ed è molto appariscente. La distanza dalla Via Lattea è stimata sui 39 milioni di anni-luce.

Osservata in infrarosso con Webb si evidenziano tracce di carbonio lungo lungo i filamenti di polveri e gas.

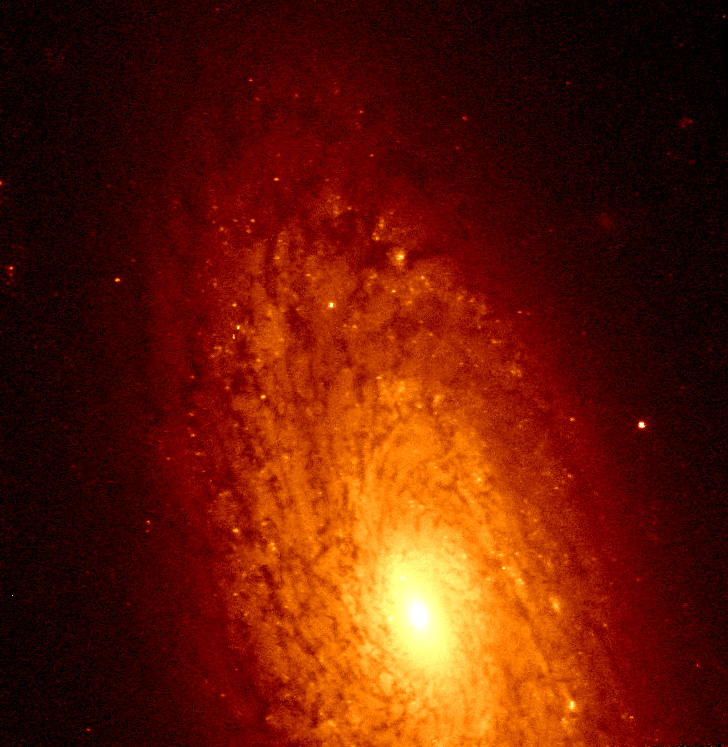
NGC 2090  (Telescopio spaziale Hubble)
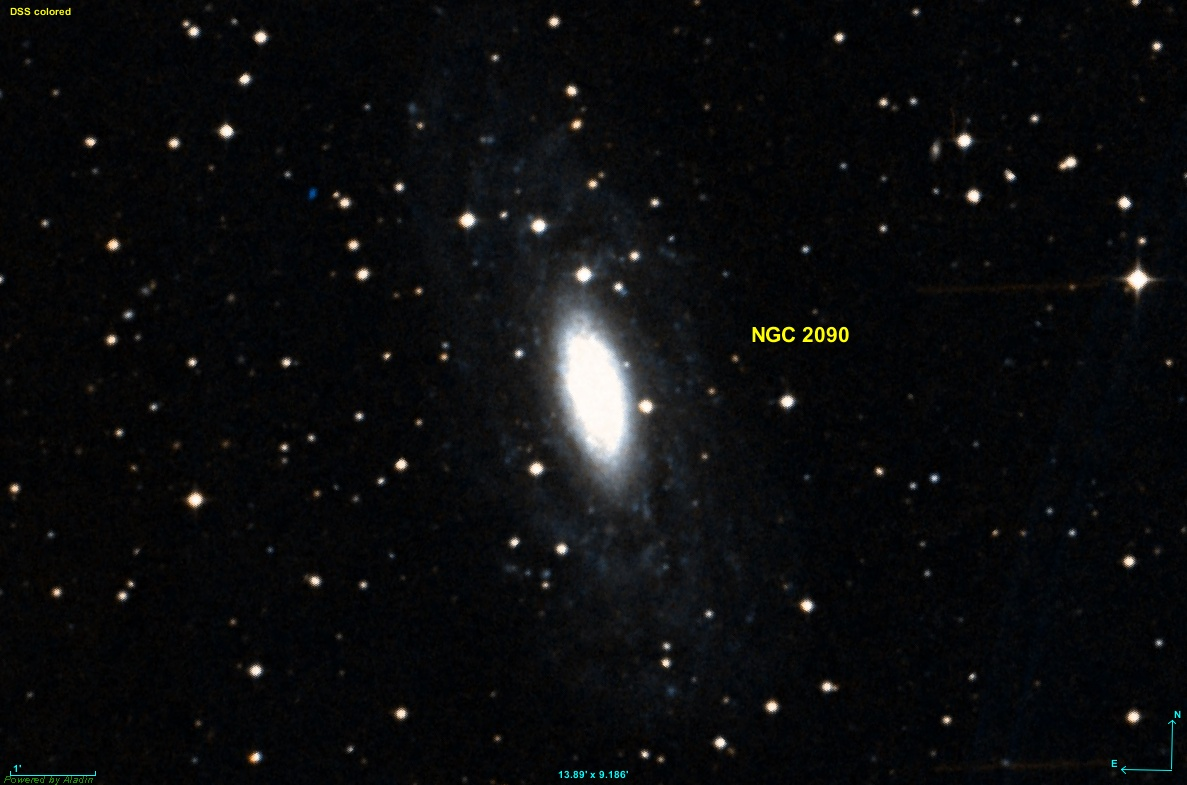
NGC 2090  (DSS)
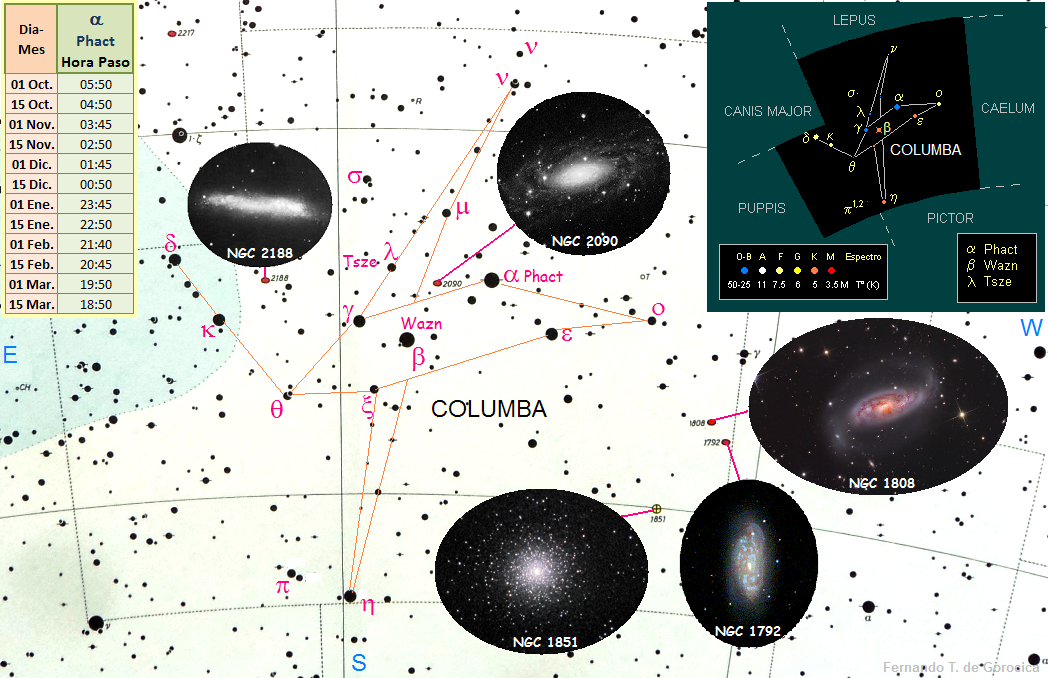
Oggetti nella Costellazione della Colomba
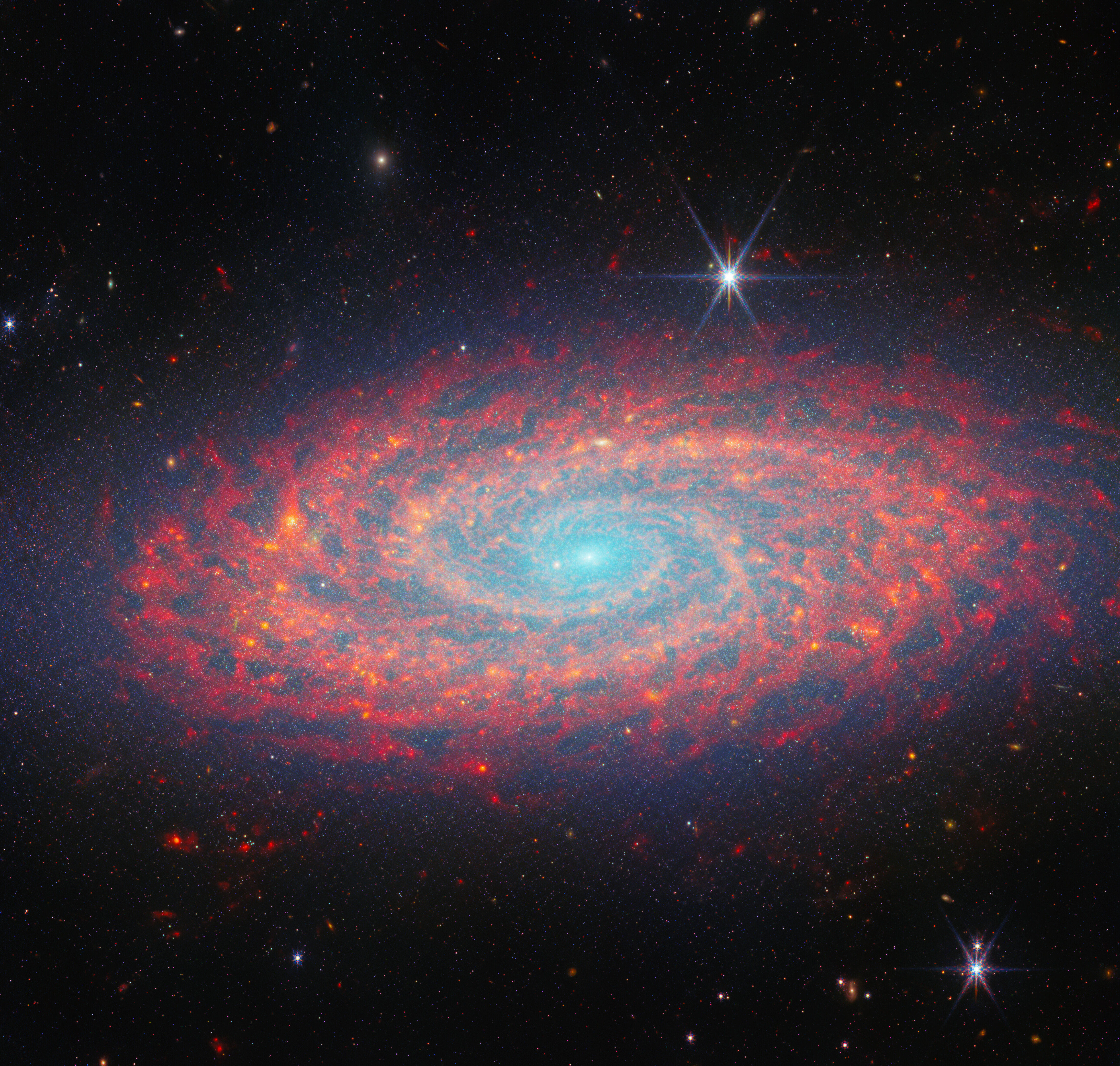
Bracci a spirale in infrarosso